# 정승현 (성우)
정승현(鄭昇鉉, 1940년 2월 13일 ~ )은 대한민국의 성우이다. 1958년 연극배우 첫 데뷔한 그는 3년 후 1961년 MBC 특기 공채(1기)성우로 정식 데뷔하였다.

## 주요 출연작품

### 애니메이션
- 신밧드의 모험 (TBC) - 신밧드의 삼촌 / 램프의 요정 / 푸른 대마왕
- 헤클제클 (MBC) - 제클 역
- 날으는 전함 브이호 (MBC)
- 날아라 스타에이스 (MBC)
- 출동! 러쉬맨 (MBC) - 박사
- 천년여왕 (MBC) - 챠리 도둑
- 우주보안관 장고 (MBC)
- 마이티마우스 (MBC)
- 컴퓨터 형사 가제트 (MBC)
- 피그마리오 (MBC)
- 용감한 죠리 (MBC)

### 애니메이션 영화
- 장발장 (MBC)
- 머털도사 (MBC)
- 머털도사와 또매 (MBC) - 괴물1
- 흙꼭두 장군 (MBC)
- 가공스런 미래전쟁 (MBC)
- 오로라공주와 손오공 (MBC)
- 특선만화 행복의 섬 멜로니아 (MBC)
- 몬테크리스토 백작 (MBC)

### 영화
- 리썰 웨폰 2(MBC) - 피터(데릭 오코너)
- 석양의 건맨 (MBC) - 전신기사(지오바니 타랄로)
- 광부의 딸 (MBC)
- 사관과 신사 (MBC)
- 차이나 레이크 살인사건 (MBC)
- 스페셜리스트 (MBC)
- 폴리스 아카데미 Ⅱ (MBC)
- 러시아 하우스 (MBC)
- 은배 (MBC)
- 셰인 (MBC)
- 노틀담의 곱추 (MBC)
- 사랑 그리고 독신녀 (MBC)
- 폴리스 아카데미 (MBC)
- 나이아가라 연쇄 살인사건 (MBC)

### 외화
- 위대한 영웅 (MBC) - 랠프
- 피터대제 (MBC) - 주교 역(헬무트그림)
- 애증의 세월신즈 (MBC) - 에드먼드 역(티모시달튼)
- 삼국지 (MBC) - 왕윤 역
- 초원의 집 (MBC)
- 맥가이버 (MBC)

### 라디오
- 꽃님이네 집(MBC) - 아빠 역
- 격동30년 (MBC) - 정승화 역
- 격동50년 (MBC) - S대령 역 외
- 고승열전 (BBS) 함허당득통화상 편 - 함허당득통화상 역

### 광고
- 델몬트 따봉
- 에로이카 쾨헬

### 텔레비전 드라마
- 세종대왕 (MBC) - 효령대군 이보 역
- 월화 미니시리즈 인생화보(MBC)
- 반공드라마 3840 유격대(MBC)
- 월화 미니시리즈 원미동사람들(MBC)
- 주말연속극 유산(MBC) - 강 원장 역
- 특집드라마 백범일지(MBC) - 송진우 역
- 인생화보(MBC)
- 조선왕조 오백년 임진왜란 - (MBC) - 소서행장 역
- 조선왕조 오백년 시리즈 11화 대원군(MBC) - 최익현 역
- 제1공화국 - (MBC) - 장준하  역
- 제2공화국 - (MBC) - 이재학 역
- 제3공화국 - (MBC) - 정일권 역
- 제4공화국 - (MBC) - 정승화 역
- 용의 눈물 - (KBS) - 정몽주 역
- 전원일기 - (MBC) - 쫑말이 큰아버지 역
- 삼김시대 - (SBS) - 정일권 역
- 여인천하 - (SBS) - 정언각 역
- 왕의 여자 - (SBS) - 도요토미 히데요시 역
- 서울의 달 - (MBC) - 구멍가게 주인 역
- 파일럿 - (MBC) - 노혜란 아버지 역
- 베스트셀러극장 5회 억새의 밀어 (MBC)
- 베스트셀러극장 10회 칼(MBC)
- 베스트셀러극장 12회 형장의 신(MBC)
- 베스트셀러극장 20회 떠나지 않는 해변(MBC)
- 베스트셀러극장 62회 야망의 땅(MBC)
- 베스트셀러극장 88회 말하는 새 (MBC)
- 베스트셀러극장 129회 처세술 개론 (MBC)
- 베스트셀러극장 253회 그때 그사람(MBC)